# ماتيو ريتشي (لاعب كرة قدم)
ماتيو ريتشي (بالإيطالية: Matteo Ricci)‏ (27 مايو 1994 بروما في إيطاليا - ) هو لاعب كرة قدم إيطالي في مركز الوسط. لعب مع نادي كاربي.

## وصلات خارجية
- ماتيو ريتشي على موقع اتحاد تركيا (لاعب) (الإنجليزية)
- ماتيو ريتشي على موقع قاعدة بيانات كرة القدم.إي يو (الإنجليزية)
- ماتيو ريتشي على موقع Soccerway.com (الإنجليزية)